# Червоноперекопська сільська рада
Червоноперекопська сільська рада — адміністративно-територіальна одиниця та орган місцевого самоврядування в Каховському районі Херсонської області. Адміністративний центр — селище Зелений Під.

## Загальні відомості
- Територія ради: 172,478 км²
- Населення ради: 2 985 осіб (станом на 2001 рік)

## Населені пункти
Сільській раді підпорядковані населені пункти:
- с-ще Зелений Під
- с-ще Зелена Рубанівка
- с. Калинівка
- с. Петропавлівка
- с. Подівка
- с. Просторе

## Склад ради
Рада складається з 20 депутатів та голови.
- Голова ради: Лобунько Галина Павлівна
- Секретар ради: Смага Наталія Василівна

### Керівний склад попередніх скликань
| Прізвище, ім'я, по батькові | Основні відомості                                    | Дата обрання | Дата звільнення |
| --------------------------- | ---------------------------------------------------- | ------------ | --------------- |
| Любунько Галина Павлівна    | Сільський голова, 1966 року народження, позапартійна | 26.03.2006   | 31.10.2010      |

Примітка: таблиця складена за даними сайту Верховної Ради України

### Депутати
За результатами місцевих виборів 2010 року депутатами ради стали:

#### За суб'єктами висування
| Суб'єкт висування                                       | Кількість обраних депутатів | %  |
| ------------------------------------------------------- | --------------------------- | -- |
| Партія регіонів                                         | 8                           | 40 |
| Самовисування                                           | 5                           | 25 |
| Політична партія Всеукраїнське об'єднання «Батьківщина» | 3                           | 15 |
| Комуністична партія України                             | 2                           | 10 |
| Партія «Справедливість»                                 | 1                           | 5  |
| Політична партія «Сильна Україна»                       | 1                           | 5  |

#### За округами
| № округу                                                | Прізвище, ім'я, по батькові      | Дата визнання обраним | Освіта  | Партійна приналежність                        | Відомості про обраного депутата                             |
| ------------------------------------------------------- | -------------------------------- | --------------------- | ------- | --------------------------------------------- | ----------------------------------------------------------- |
| Комуністична партія України                             |                                  |                       |         |                                               |                                                             |
| 12                                                      | Ковалевська Олена Іванівна       | 04.11.2010            | середня | член Комуністичної партії України             | тимчасово не працює                                         |
| 17                                                      | Торопенко Ірина Віталіївна       | 04.11.2010            | середня | позапартійна                                  | Приватне підприємство «Сальва», продавець                   |
| Партія регіонів                                         |                                  |                       |         |                                               |                                                             |
| 1                                                       | Остапенко Людмила Володимирівна  | 04.11.2010            | вища    | член Партії регіонів                          | Червоноперекопська загальноосвітня школа ст. I-III, вчитель |
| 2                                                       | Петух Василь Анатолійович        | 04.11.2010            | середня | член Партії регіонів                          | приватний підприємець                                       |
| 5                                                       | Драчук Тетяна Юріївна            | 04.11.2010            | середня | член Партії регіонів                          | Червоноперекопський дитячий садок «Орлятко», завідувачка    |
| 10                                                      | Кушнарьова Олександра Михайлівна | 04.11.2010            | вища    | член Партії регіонів                          | Червоноперекопська загальноосвітня школа ст. I-III, вчитель |
| 11                                                      | Стельмах Галина Вікторівна       | 04.11.2010            | середня | член Партії регіонів                          | Фельдшерський пункт, фельдшер                               |
| 14                                                      | Шебуняєв Володимир Миколайович   | 04.11.2010            | середня | член Партії регіонів                          | пенсіонер                                                   |
| 16                                                      | Забавка Михайло Володимирович    | 04.11.2010            | середня | член Партії регіонів                          | тимчасово не працює                                         |
| 20                                                      | Смага Наталія Василівна          | 04.11.2010            | вища    | член Партії регіонів                          | Червоноперекопська сільська рада, секретар                  |
| Партія «Справедливість»                                 |                                  |                       |         |                                               |                                                             |
| 13                                                      | Табаковська Тетяна Петрівна      | 04.11.2010            | середня | член Партії «Справедливість»                  | «Фрідом Фарм Бекон», обліковець                             |
| Політична партія Всеукраїнське об'єднання «Батьківщина» |                                  |                       |         |                                               |                                                             |
| 8                                                       | Святенко Віталій Григорович      | 04.11.2010            | вища    | член Всеукраїнського об'єднання «Батьківщина» | Комунальне підприємство, директор                           |
| 15                                                      | Купчинська Ганна Миколаївна      | 04.11.2010            | середня | член Всеукраїнського об'єднання «Батьківщина» | Акціонерне товариство «Санта Клаус», завідувачка току       |
| 18                                                      | Лунгу Алла Іванівна              | 04.11.2010            | середня | член Всеукраїнського об'єднання «Батьківщина» | приватний підприємець                                       |
| Політична партія «Сильна Україна»                       |                                  |                       |         |                                               |                                                             |
| 9                                                       | Юрченко Ігор Миколайович         | 04.11.2010            | вища    | член Політичної партії «Сильна Україна»       | Каховський професійно — аграрний ліцей, викладач            |
| Самовисування                                           |                                  |                       |         |                                               |                                                             |
| 3                                                       | Меденко Наталя Миколаївна        | 26.12.2010            | вища    | член Всеукраїнського об'єднання «Батьківщина» | Червоноперекопський будинок культури, директор              |
| 4                                                       | Бондаренко Володимир Вікторович  | 04.11.2010            | вища    | позапартійний                                 | Ветеринарна дільниця, завідувач                             |
| 6                                                       | Кірюхіна Ніна Михайлівна         | 04.11.2010            | вища    | позапартійна                                  | Червоноперекопська загальноосвітня школа ст. I-III, вчитель |
| 7                                                       | Михальчук Олександр Васильович   | 04.11.2010            | вища    | позапартійний                                 | , викладач                                                  |
| 19                                                      | Романюк Віктор Петрович          | 26.12.2010            | середня | член Партії регіонів                          | ТОВ «Семена Плюс», фригатчик                                |